# 숙명여자중학교
숙명여자중학교(淑明女子中學校)는 대한민국 서울특별시 강남구 도곡동에 있는 명문 사립중학교로, 이 학교는 대한제국 시대 말기였던 1906년에 명신여학교로 첫 개교하였다. 숙명여자고등학교와 밀접한 관계를 유지하는 숙명여자고등학교의 자매학교이고, 여성 지도자를 육성하는데 힘쓰고 있다. 
특히 면학분위기가 좋고 학교 시설도 좋아 학부모들 사이에 인기가 좋다.     

## 학교 연혁
- 1906년 5월 22일 : 고종황제 후궁 엄비로부터 대지 및 건물과 경비보조를 받아 ｢사립 명신 여학교｣ 를 설립하고, 초대 교장에 이정숙 여사 취임
- 1907년 5월 1일 : 구 영친왕궁으로부터 황해도 재령군, 신천군, 경기도 파주군 소재 농경지 약 1,000정보를 받음
- 1909년 5월 1일 : 교명을 ｢사립 숙명고등여학교｣ 로 개칭
- 1912년 1월 1일 : 구 경선궁 및 영친왕궁으로부터 받은 재산으로 재단법인 ｢숙명학원｣ 을 설립하고 초대 이사장으로 이왕직 장관 취임
- 1927년 5월 27일 : 일본화 교육 반대 동맹 휴학
- 1939년 3월 1일 : 숙명여전(숙명여대) 창립
- 1950년 12월 1일 : 6.25 전쟁으로 본교 부산으로 피난
- 1951년 8월 1일 : 학제 변경으로 인하여 중학교 수업연한 3년, 고등학교 3년으로 변경
- 1969년 3월 1일 : 중학교 평준화 입시개혁에 따라 1학년 10학급 배정
- 1980년 3월 1일 : 종로구 수송동에서 강남구 도곡동 91번지로 이전, 1학년 10학급 배정
- 1981년 5월 1일 : 장금산, 윤덕주 기념관 개관
- 1984년 10월 1일 : 이정숙 기념관(대강당) 준공 개관
- 1991년 12월 1일 : 안인자 기념관 준공
- 1994년 12월 1일 : 동창관(제2체육관) 준공
- 2001년 5월 1일 : 디지털 도서관 시설 확충
- 2013년 2월 13일 : 재단법인 ｢숙명학원｣ 에서 분리하여 ｢명신여학원｣ 을 설립, 이정자 초대 이사장 취임
- 2016년 3월 1일 : 제15대 조희숙 교장 취임
- 2018년 8월 29일 : 학교법인 명신여학원 제2대 안명경 이사장 취임
- 2020년 3월 1일 : 제16대 류현미 교장 취임

## 참고 자료
- 숙명여자중학교 - 한국교육학술정보원 학교알리미